# William J. Fellner
William John Fellner (geboren 31. Mai 1905 in Budapest, Österreich-Ungarn; gestorben 15. September 1983 in Washington, D.C.) war ein ungarisch-US-amerikanischer Wirtschaftswissenschaftler, der besonderes für seine Forschung auf dem Gebiet der Geldpolitik bekannt wurde. Im Jahr 1970 stand er als  Präsident der American Economic Association (AEA) vor.

## Leben
Fellner studierte Chemie an der ETH Zürich und begann nach dem Diplom 1927 ein Studium der Volkswirtschaftslehre an der Friedrich-Wilhelms-Universität zu Berlin und wurde dort 1929 mit einer Dissertation zum Thema Das Amerikanische Alkoholverbot vom Standpunkte der Volkswirtschaftslehre promoviert. Er arbeitete danach im Familienbetrieb in Budapest.
Da in Ungarn die Juden diskriminiert wurden, emigrierte er 1938 mit seiner Frau in die USA und war dort als Wirtschaftswissenschaftler an der University of California, Berkeley tätig. Neben seiner Lehrtätigkeit veröffentlichte er in den folgenden Jahren zahlreiche Fachbücher zu wirtschaftswissenschaftlichen Themen und Aufsätze in Fachzeitschriften wie The American Economic Review.
Außerdem war Fellner, der von 1956 bis 1958 Mitglied des Exekutivkomitees der AEA war, auch als sogenannter Resident Scholar am American Enterprise Institute (AEI) tätig, einer konservativen Denkfabrik in Washington, D.C. Später übernahm er eine Professur an der Yale University und war dort zugleich zwischen 1958 und 1959 erst Direktor des Graduiertenstudienprogramms sowie von 1961 bis 1964 Vorsitzender des Programms für Grundständiges Studium und Graduiertenstudium der Wirtschaftswissenschaftlichen Fakultät. In dieser Funktion war er zugleich von 1961 bis 1964 kraft Amtes Mitglied des Exekutivkomitees der Cowles Foundation for Research in Economics der Yale University.
Fellner wurde 1969 als Nachfolger von Kenneth Ewart Boulding Präsident der American Economic Association und bekleidete diese Funktion ein Jahr lang bis zu seiner Ablösung durch Wassily Leontief 1970. Darüber hinaus war er zwischen 1973 und 1975 Mitglied des Council of Economic Advisers, ein Beratungsgremium der US-Präsidenten in wirtschaftspolitischen Fragen. In dieser Zeit befasste sich Fellner, ein anerkannter Experte auf dem Gebiet der Geldpolitik, insbesondere mit Fragen zur Inflation und bezeichnete die Einführung sogenannter Wertsicherungsklauseln als „Kapitulation vor der Inflation“.

## Ehrungen
- 1965: Mitglied der American Academy of Arts and Sciences
- 1974: Korrespondierendes Mitglied der Bayerischen Akademie der Wissenschaften
- 1982: Bernhard-Harms-Preis des Instituts für Weltwirtschaft Kiel[6]

## Veröffentlichungen
- Das Amerikanische Alkoholverbot vom Standpunkte der Volkswirtschaftslehre, Dissertation Universität Berlin, 1929
- A treatise on war inflation : present policies and future tendencies in the United States, Los Angeles 1942
- Monetary policies and full employment, Los Angeles 1946
- Competition among the few : oligopoly and similar market structures, New York City 1949
- Das Problem der steigenden Preise : Bericht im Auftrag der OEEC, Köln 1961
- Amerikanische Erfahrungen mit der Lohninflation in den fünfziger Jahren, Tübingen 1962
- Probability and profit. A study of economic behavior along Bayesian lines, 1965
- Contemporary Economic Problems, 1978, ISBN 978-0-8447-1330-4
- Economic theory amidst political currents: the spreading interest in monetarism and in the theory of market expectations, Festvorlesung anlässlich der Feier der Verleihung des Bernhard-Harms-Preises für das Jahr 1982 am 26. Juni 1982 im Institut für Weltwirtschaft